# Quark
Pour les articles homonymes, voir Quark (homonymie).
En physique des particules, un quark est une particule élémentaire et un constituant de la matière observable. Les quarks s'associent entre eux pour former différents types de hadrons, des particules composites (notamment les protons et les neutrons, les seuls qui soient aussi des constituants de la matière). En raison d'une propriété dite de confinement, les quarks ne peuvent être isolés, et n'ont pas pu être observés directement ; tout ce que l'on sait des quarks provient donc indirectement de l'observation des hadrons.
Les quarks s'attirent entre eux par une force fondamentale, l'interaction forte. Celle-ci est réalisée par un échange de particules électriquement neutres, mais porteuses d'une charge de couleur, nommées gluons.
Les six quarks sont des fermions que la théorie du modèle standard décrit, en compagnie de la famille des leptons, comme les constituants élémentaires de la matière. Ce sont des particules de spin 1/2, qui se comportent conformément au théorème spin-statistique. Leur nombre de charge est +2/3 ou −1/3 (leur charge électrique est ainsi une fraction de la charge élémentaire : +2/3e ou −1/3e). À cette famille correspond celle des six antiquarks, de même masse mais de charge opposée (−2/3e ou +1/3e), et de charge de couleur complémentaire.

## Description
L'existence des quarks est proposée en 1964 par Murray Gell-Mann (1929-2019) et George Zweig,,.
La théorie des quarks a été formulée par le physicien Murray Gell-Mann, qui s'est vu attribuer le prix Nobel de physique en 1969.

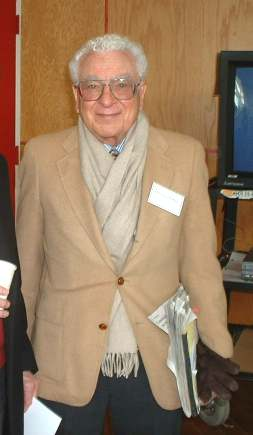
Murray Gell-Mann, lauréat du prix Nobel de physique pour avoir découvert les quarks.

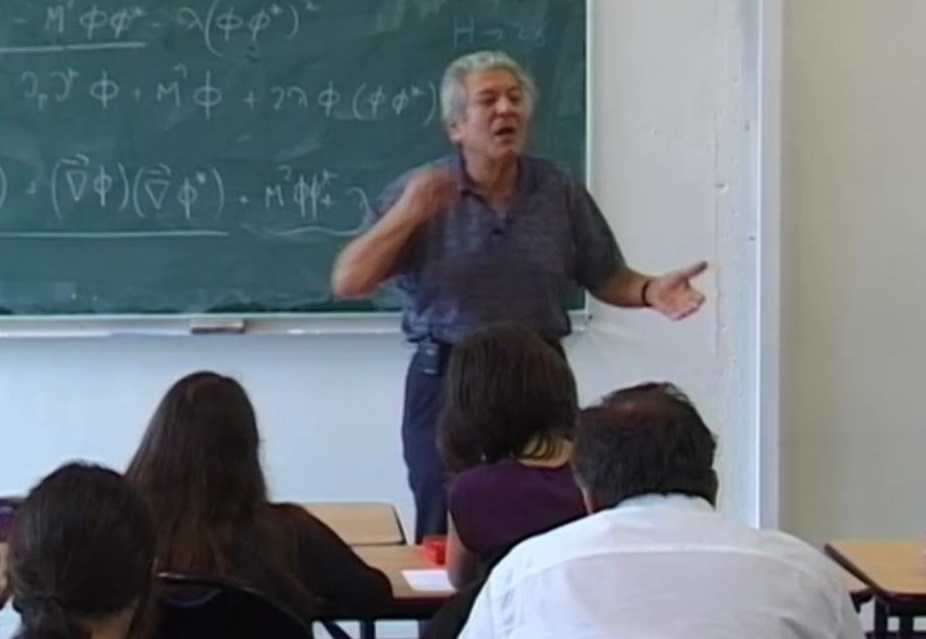
Jean Iliopoulos prédit en 1970, avec Sheldon Glashow et Luciano Maiani, l'existence du quark charmé.

Le terme « quark » provient d'une phrase du roman Finnegans Wake de James Joyce : « Three Quarks for Muster Mark ! ».

## Propriétés
Ces particules de spin 1/2 sont de six sortes, appelées saveurs, auxquelles on a donné des noms poétiques. Les noms anglais restent plus utilisés. Les quarks possèdent une charge électrique fractionnaire -1/3 ou 2/3 de la charge élémentaire, c'est-à-dire dans l'unité où la charge du proton est +1.
| Quark | Nom anglais (français)            | Fraction de charge électrique élémentaire |
| ----- | --------------------------------- | ----------------------------------------- |
| d     | Down (Bas)                        | −1/3                                      |
| u     | Up (Haut)                         | +2/3                                      |
| s     | Strange (Étrange)                 | −1/3                                      |
| c     | Charm (Charme)                    | +2/3                                      |
| b     | Bottom (dessous), Beauty (Beauté) | −1/3                                      |
| t     | Top (dessus), Truth (Vérité)      | +2/3                                      |

### Parenthèse historique
Originellement, les noms des quarks b (bottom, « tout en bas ») et t (top, « tout en haut ») ont été choisis par analogie avec ceux des quarks u (up, « vers le haut ») et d (down, « vers le bas »). Très rapidement, ces quarks ont cependant été renommés en beauty (« beauté ») et truth (« vérité »), noms qui sont devenus les standards. Cependant, l'absence de preuve expérimentale du quark t (mis en évidence seulement en 1994) relança le doute quant à la validité du modèle des quarks, et l'adage « the quark model has no truth » (« le modèle des quarks n'a pas de vérité/n'est pas vrai ») conduisit à la raréfaction de l'utilisation du couple de termes beauty/truth en faveur des termes bottom/top initialement introduits. Malgré l'existence avérée du quark t, l'usage actuel privilégie les noms bottom et top.

## Couleur
Les quarks possèdent également un autre nombre quantique que l'on a nommé charge de couleur. Un quark peut être « rouge », « vert » ou « bleu », mais il peut changer de couleur en échangeant un gluon (voir plus bas).
À chaque quark correspond une antiparticule, nommée anti-quark, de même masse, mais de charge électrique opposée et de charge de couleur complémentaire, appelée anti-couleur : un anti-quark peut ainsi être « anti-rouge », « anti-vert » ou « anti-bleu ».
La couleur ici est une analogie qui rend compte du fait que l'on n'observe jamais de quark seul. À cause du phénomène de confinement des quarks, on ne peut observer que des particules « blanches », c'est-à-dire formées par exemple de trois quarks de couleurs différentes : un rouge, un bleu et un vert, ce qui donne un baryon (qui en synthèse additive des couleurs donne un aspect « blanc » ), ou de deux quarks de couleurs complémentaires, comme rouge et anti-rouge, ce qui donne un méson (en « neutralisant » l'aspect coloré).
La charge « de couleur » est la source de l'interaction nucléaire forte : l'interaction nucléaire entre les nucléons et plus généralement entre les hadrons est dérivée de l'interaction « de couleur ». Comme l'interaction entre atomes et entre molécules est elle-même dérivée de l'interaction électromagnétique entre protons et électrons.
Cette interaction « de couleur » est de type tripolaire, alors que l'interaction électromagnétique est dipolaire (+ et -). C'est ainsi que l'on a choisi de les nommer par rouge-vert-bleu, car comme la neutralité est la norme pour l'électromagnétisme, la résultante neutre « blanche » est la norme pour les particules constituées par cette interaction.

## Génération
À l'instar des leptons, les quarks du modèle standard peuvent être groupés par génération :
| Génération     | Particule de charge fractionnaire −1/3 | Particule de charge fractionnaire +2/3 |
| -------------- | -------------------------------------- | -------------------------------------- |
| 1re génération | Down (d)                               | Up (u)                                 |
| 2e génération  | Strange (s)                            | Charm (c)                              |
| 3e génération  | Bottom (b)                             | Top (t)                                |

La première génération de quarks constitue la « matière ordinaire » (les neutrons (de charge électrique nulle) sont constitués de deux quarks Down et d'un quark Up, et les protons sont formés de deux quarks Up et d'un quark Down). Les quarks de deuxième et troisième générations sont plus lourds, forment des particules toutes instables, et se désintègrent en quarks de première génération.

## Particules composites, notion de hadron
Les hadrons (particules lourdes) sont constitués de quarks, comme l'ont supposé Gell-Man et Néman en 1964 par des considérations de symétrie liées à des matrices 3x3 opérant sur un C-ev. L'hypothèse des quarks a été confirmée par l'étude des diffusions profondément inélastiques d'électrons sur des nucléons, qui mit en évidence trois centres diffuseurs (Feynman en 1968). Les quarks ont cette caractéristique qu'on ne les observe presque jamais seuls (phénomène de confinement), à part dans quelques cas particuliers ils sont toujours groupés de telle sorte que :

Un proton est constitué de deux quarks up et d'un quark down.

- la somme de leurs charges électriques soit un multiple entier de la charge élémentaire (en général 0, comme pour le neutron, ou 1, comme pour le proton) ;
- la « somme » de leurs charges de couleur soit blanche (selon les règles de la synthèse additive des couleurs), c’est-à-dire que les groupes soient composés de quarks des trois couleurs ou de paires quarks−anti-quarks (de couleurs complémentaires qui s'annulent).

Les quarks s'assemblent ainsi en hadrons. Il en existe deux sortes principales, distinguées par leur nombre de quarks principaux, dits « quarks de valence » :
- les mésons, assemblages d'un quark et d'un anti-quark. Leur spin est entier et ce sont donc des bosons ;
- les baryons, assemblages de trois quarks des trois couleurs différentes. Leur spin est demi-entier et ce sont donc des fermions.

Tous ces hadrons sont instables à l'exception du plus léger, le proton, et du neutron quand il est lié au sein d'un noyau. Leur durée de vie varie fortement en fonction du type d'interaction : extrêmement courte pour celles qui se désintègrent sous l'interaction nucléaire forte (de l'ordre de 10-24 s), plus directement mesurable pour celles qui sont stables sous QCD et ne se désintègrent que par l'ajout de l'interaction électrofaible (par exemple 26 ns pour le pion chargé), et un peu moins de 15 min pour le neutron libre (qui combine stabilité sous QCD et faible espace des phases).
D'autres assemblages de quarks, tels les tétraquarks formés de quatre quarks ou les pentaquarks, formés de cinq quarks (deux paires Up-Down et un anti-Strange) ce qui désigne en fait quatre quarks et un antiquark, sont en principe possibles et auraient été observés en 2003 mais leur existence restait controversée. En 2015, le CERN a mis en évidence un pentaquark, confirmée en 2017 ; enfin, le 5 juin 2019, la collaboration LHCb publie la découverte de trois nouveaux états d'un même pentaquark.
En plus des quarks de valence, les hadrons sont composés d'une « mer » de paires quark-antiquark qui participent aux propriétés globales du hadron, et en particulier à sa masse.
Deux exceptions à ce phénomène de confinement sont :
- Le quark top: cette saveur de quark, la plus lourde de toutes, possède assez d'énergie pour n'interagir que faiblement avec les autres quarks (principe de liberté asymptotique) et est donc le seul quark à pouvoir être observé directement dans les conditions usuelles. Les conséquences de cela en termes expérimentaux sont cependant limitées par sa grande instabilité ;
- Les phases exotiques de QCD, et notamment le plasma quark-gluon: à haute température tous les quarks peuvent atteindre de hautes énergies leur permettant d'échapper au confinement, les poids de Boltzmann ne favorisant plus autant l'hadronisation.

Note : À l'extrême, on peut considérer que les étoiles étranges (étoiles à quarks) sont des assemblages macroscopiques de quarks (U ; D et S) liés par l'interaction de couleur, avant de l'être par la gravité comme ça l'est pour les étoiles à neutrons. Ces dernières ont une masse (théorique) minimale de 0,09 masse solaire, alors que théoriquement les étoiles à quarks n'auraient pas de masse minimale. Les étoiles à quarks sont à la limite entre observation et théorie.
Ces associations de quarks ont été évoquées pour rendre compte de la matière sombre de l'Univers. Elles auraient été formées dans les premiers instants du Big Bang, mais leur conservation aurait été problématique de par les conditions régnant alors.

## Interaction des quarks, notion de gluon
Les quarks interagissent par l'intermédiaire de l'interaction forte, décrite par la chromodynamique quantique qui a une structure voisine de celle de l'électrodynamique quantique mais plus compliquée que cette dernière. La charge de couleur pour l'interaction forte joue alors un rôle analogue à celui de la charge électrique pour l'interaction électromagnétique.
Le proton est un baryon constitué de deux quarks up et d'un seul quark down. Sa charge électrique est de : 2/3 + 2/3 - 1/3 = 3/3 soit +1.

Le neutron est aussi un baryon composé de deux quarks down et d'un seul quark up. Sa charge électrique est de: 2/3 - 1/3 - 1/3 = 0/3 soit 0. Il est donc neutre.
Le fait que l'on ne puisse pas isoler de quark rend la mesure de leur masse extrêmement approximative (voir les fourchettes d'erreur sur le tableau). Il n'est même pas clair que la notion de masse d'un quark puisse avoir un sens bien défini.
Le comportement des quarks lors par exemple de la transmutation d'un proton en neutron (ou l'inverse) laisse soupçonner aux chercheurs que les quarks ne sont pas le stade ultime de la matière et qu'ils seraient eux aussi composés d'entités plus petites nommées préons.

### Les gluons
Les médiateurs de l'interaction forte sont nommés gluons. Comme les quarks, les gluons portent des charges de couleur, mais à la fois une couleur et une anti-couleur. Comme les photons, ils ont une charge électrique nulle. Ils sont au nombre de huit, ce qui correspond à la dimension du groupe {\displaystyle SU(3)} utilisé pour décrire mathématiquement l'interaction forte. Ils interagissent avec les quarks : un gluon bleu-antirouge absorbé par un quark rouge va le transformer en quark bleu ; ou encore un quark vert pourra émettre un gluon vert-antirouge en devenant rouge.

## Remarques
Masses des quarks : les masses indiquées des quarks U et D sont uniquement issues de l'influence du champ de Higgs. On prend également en compte l'influence du champ de gluons, qui est responsable en moyenne de près de 300 MeV.c-2 par quark, soit la quasi-totalité de la masse.
En effet, quand on divise la masse d'un nucléon par trois (nombre de quarks) on trouve bien ~300 MeV.c-2  (avec des estimations de seulement 4 à 8 MeV.c-2 pour le quark D et 1,5 à 4 MeV.c-2 pour le quark U).